# Chwalimki (Pomerania Occidental)
Chwalimki [pronunciación en polaco: /xfaˈlʲimkʲi/] es un pueblo ubicado en el distrito administrativo de Gmina Barwice, dentro del Condado de Szczecinek, Voivodato de Pomerania Occidental, en el norte de Polonia occidental. Se encuentra aproximadamente a 8 kilómetros al este de Barwice, a 15 kilómetros al oeste de Szczecinek, y a 130 kilómetros al este de la capital regional zczecin.
Antes de 1945, el área fue parte de Alemania. Para la historia de la región, vea Historia de Pomerania.